# Sadzsar ad-Durr egyiptomi szultána
Sadzsar ad-Durr (? – Kairó, 1257. április 28.) török származású egyiptomi szultánné, az ajjúbida asz-Szálih Ajjúb özvegye, majd 1250-ben mintegy három hónapig saját jogán szultánnő volt; később al-Muizz Ajbak feleségeként is szultánné lett. Nevének jelentése: „gyöngyfa”, de viselte az Iszmat ad-Dín (a vallás tisztasága) tiszteleti nevet is.
Származásáról nem sokat tudunk, és életének korai szakaszáról is csak annyit, hogy Bagdadban, az abbászida kalifa háremében nőtt fel, ahonnan ajándékként került Egyiptomba. Asz-Szálih Ajjúb beleszeretett, feleségül vette, és élete végéig a kedvence maradt.

## Asz-Szálih özvegye
Amikor 1249 novemberében meghalt asz-Szálih, az egyiptomi szultán, az állam veszélyes helyzetben volt. IX. Lajos francia király vezetésével a Damietta városát korábban elfoglaló keresztesek megindultak Kairó felé, és 1250-ben megkezdték Manszúra ostromát. A kiszemelt trónörökös, al-Muazzam Túránsáh azonban addig igazgatott dél-anatóliai birtokán tartózkodott, Hiszn Kajfában (ma Hasankeyf Törökországban), és al-Muazzam csak február 24-én érkezett Manszúrába. Az elhunyt uralkodó fegyveres-adminisztratív kísérete – mamelukjai –, akiket róla Szálihijjának, vagy a lakhelyükül szolgáló szigetről Bahrijjának neveztek, az összeomlást megakadályozandó összefogtak Ajjúb szintén török származású özvegyével.
Sadzsar ad-Durr Túránsáh érkezéséig a mamelukokkal együttműködve eltitkolta férje halálát, aláírásait hamisítva maga adott ki rendelkezéseket, illetve minden alattvalóját igyekezett férjére és az örökösre felesketni. Legfontosabb szövetségese Fahr ad-Dín ibn Sajh as-Sujúh emír, Ajjúb szultán hajdani bizalmasa volt, akit kinevezett a hadsereg élére atabégnek (atábak al-aszákir). Fahr ad-Dín 1250. február 9-én vereséget szenvedett a keresztesektől, és elesett, de Lajos hadai nem tudtak megbirkózni Manszúra erődjével, és jobbnak látták visszavonulni. Ennek során a francia király egyiptomi fogságba esett, de felesége, Provence-i Margit kiváltotta őt, és a lovagok májusban elvonultak Egyiptomból. Sadzsar ad-Durrt az érkező Túránsáh ellenségesen kezelte, és mivel saját mamlúkjaira akart támaszkodni, a bahrí mamlúkok május 2-án meggyilkolták őt. Ekkor került sor Sadzsar ad-Durr szultánná tételére.

## Nő a szultáni trónon
Sadzsar ad-Durr magát a „muszlimok királynőjének” (malikat al-muszlimín) címezte, és azzal, hogy a hutba (pénteki szentbeszéd) során asz-Szálih özvegyeként hivatkoztak rá, illetve hogy az aláírásában magát Umm Halílnak (Halíl anyja) nevezte, magát félreérthetetlenül legitim ajjúbida uralkodónak tekintette.
Ez az állapot alig három hónapig tartott. Bár a keresztesek május folyamán elhagyták Egyiptomot, az uralkodónő helyzete nem szilárdult meg. Amikor trónra lépéséről értesültek Damaszkuszban, egy kurd kontingens puccsot hajtott végre, és an-Nászir Júszufot, Aleppó ajjúbida uralkodóját hívta a trónra. A bahrijja úgy döntött, hogy a helyzetet orvoslandó egy férfit tesz szultánná, így júliusban Sadzsar ad-Durr lemondott, és egy hívét, Ajbak at-Turkumánít tették uralkodóvá.

## Ismét a hatalomban
Az al-Muizz uralkodói nevet felvevő Ajbak öt napon belül lemondott al-Kámil egy kiskorú dédunokája, al-Asraf Múszá javára. Sadzsar ad-Durr befolyása azonban így is megmaradt, mivel az atabéggé választott Ajbakon keresztül tovább irányíthatta az államot – Ajbak és Sadzsar ad-Durr tisztázatlan időpontban össze is házasodott.
A pár igyekezett önállósodni a bahrijjától, ezért az öt napig uralkodó Ajbak saját mamlúkjait (al-muizzijja) igyekezett az előtérbe helyezni. Legfőbb ellenfelük Aktaj al-Dzsamadár, a bahrí mamlúkok egyik vezéregyénisége volt, aki benősült a hamái ajjúbidák közé, és szemmel láthatóan a trónra tört, mire 1254. szeptember 18-án meggyilkolták. Valószínűleg ezután mondatta le al-Asraf Múszát Ajbak, és lépett a trónra ismét al-Muizz néven. A bahrijja nagy része Szíriába menekült, és ismét háborút robbantott ki an-Nászir Júszuf és Egyiptom között, ami 1256-ban ismét a bagdadi kalifa békeközvetítésével ért véget.
A hatalma csúcsán levő Ajbak ekkor a moszuli atabég, Badr ad-Dín Lulu egyik lányát akarta feleségül venni, mire a pozícióit veszélyben érző Sadzsar ad-Durr meggyilkoltatta 1257. április 10-én. Az így ismét megözvegyült szultánné nem élvezhette ki diadalát: a befolyásos muizzí mamlúkok Ajbak fiát, al-Manszúr Alít tették trónra, és a bahrijja maradékai hiába védelmezték: Sadzsar ad-Durrt április 28-án holtan találták a kairói fellegvár közelében. A merénylet körülményeit a későbbi szerzők erősen kiszínezve mesélik el, ám a korabeli források nem részletezik a körülményeket.